# Arrondissement de Ouadiour

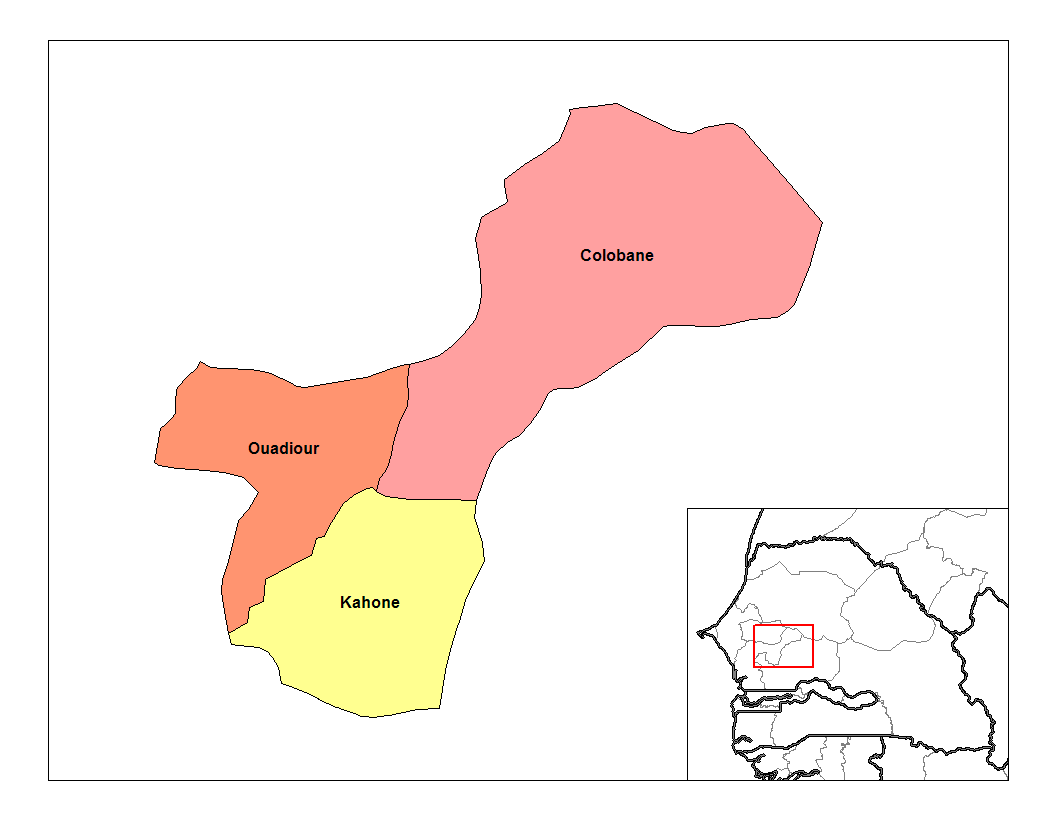
Arrondissement de Ouadiour

L'arrondissement de Ouadiour est l'un des arrondissements du Sénégal. Il est situé au sud-ouest du département de Gossas, dans la région de Fatick.
Il compte trois communautés rurales :
- la communauté rurale de Ndiène Lagane
- la communauté rurale de Ouadiour
- la communauté rurale de Patar Lia

Son chef-lieu est Ouadiour.